# Bloomfield (Vermont)
Bloomfield – miasto w Stanach Zjednoczonych, w stanie Vermont, w hrabstwie Essex.